# ميل ماكلولين
ميل ماكلولين (بالإنجليزية: Mel McLaughlin)‏ هي لاعبة كرة قدم أسترالية، ولدت في 3 سبتمبر 1979 في سيدني في أستراليا.